# لئوپولدو کونتی
لئوپولدو کونتی (به ایتالیایی: Leopoldo Conti) بازیکن فوتبال و اهل ایتالیا است که از سال ۱۹۲۰ میلادی عضو تیم ملی فوتبال ایتالیا بوده و در ۳۱ بازی ملی حضور داشته‌است. او در بازی‌های ملی‌اش ۸ گل به ثمر رساند.
لئوپولدو کونتی آخرین بازی ملی خود را در سال ۱۹۲۹ میلادی انجام داد.